# Communauté de communes de Soulaines
La communauté de communes de Soulaines est une ancienne communauté de communes française, située dans le département de l'Aube et la région Grand Est.

## Historique
- 27 octobre 2005 : modifications statutaires et définition de l'intérêt communautaire
- 9 mars 2004 : modification de la compétence obligatoire: développement économique
- 7 juillet 1998 : modifications statutaires
- 20 décembre 1996 : modification des compétences de la CC
- 30 mai 1996 : modifications statutaires
- 7 janvier 1994 : nomination du receveur syndical
- 24 décembre 1993 : création de la CC

- Le 1er janvier 2017, la communauté de communes de Vendeuvre-Soulaines est créée à partir de la fusion des deux communautés de communes de Soulaines et des Rivières.

## Composition
Elle était composée des communes suivantes :
| Nom                     | Code Insee | Gentilé          | Superficie (km2) | Population (dernière pop. légale) | Densité (hab./km2) |
| ----------------------- | ---------- | ---------------- | ---------------- | --------------------------------- | ------------------ |
| Soulaines-Dhuys (siège) | 10372      | Soulainois       | 20,06            | 417 (2014)                        | 21                 |
| La Chaise               | 10072      |                  | 8,81             | 41 (2014)                         | 4,7                |
| Chaumesnil              | 10093      | Chaumesnilois    | 11,07            | 95 (2014)                         | 8,6                |
| Colombé-la-Fosse        | 10102      | Conivans         | 9,31             | 200 (2014)                        | 21                 |
| Crespy-le-Neuf          | 10117      | Crespinois       | 10,19            | 148 (2014)                        | 15                 |
| Éclance                 | 10135      | Éclaristes       | 11,48            | 101 (2014)                        | 8,8                |
| Épothémont              | 10139      | Épothémontais    | 10,43            | 182 (2014)                        | 17                 |
| Fresnay                 | 10161      |                  | 7,54             | 45 (2014)                         | 6                  |
| Fuligny                 | 10163      |                  | 10,34            | 55 (2014)                         | 5,3                |
| Juzanvigny              | 10184      | Vadragons        | 7,64             | 126 (2014)                        | 16                 |
| Lévigny                 | 10194      | Lévignois        | 13,75            | 100 (2014)                        | 7,3                |
| Maisons-lès-Soulaines   | 10219      |                  | 6,16             | 60 (2014)                         | 9,7                |
| Morvilliers             | 10258      | Morvilliersiens  | 15,64            | 308 (2014)                        | 20                 |
| Petit-Mesnil            | 10286      |                  | 14,83            | 228 (2014)                        | 15                 |
| La Rothière             | 10327      | Rothiérons       | 7,13             | 112 (2014)                        | 16                 |
| Saulcy                  | 10366      |                  | 11,39            | 77 (2014)                         | 6,8                |
| Thil                    | 10377      | Thillois         | 19,42            | 142 (2014)                        | 7,3                |
| Thors                   | 10378      | Thorsais         | 8,33             | 72 (2014)                         | 8,6                |
| Vernonvilliers          | 10403      | Vernonvilliérois | 7,66             | 70 (2014)                         | 9,1                |
| Ville-aux-Bois          | 10411      |                  | 5,56             | 20 (2014)                         | 3,6                |
| Ville-sur-Terre         | 10428      |                  | 16,10            | 108 (2014)                        | 6,7                |

## Compétences
- Collecte et traitement des déchets des ménages et déchets assimilés
- Protection et mise en valeur de l'environnement
- Aide sociale facultative
- Action sociale
- Création, aménagement, entretien et gestion de zone d'activités industrielle, commerciale, tertiaire, artisanale ou touristique
- Tourisme
- Construction ou aménagement, entretien, gestion d'équipements ou d'établissements culturels, socioculturels, socioéducatifs, sportifs
- Établissements scolaires
- Activités périscolaires
- Prise en considération d'un programme d'aménagement d'ensemble et détermination des secteurs d'aménagement au sens du code de l'urbanisme
- Études et programmation
- Nouvelles technologies de l'information et de la communication - NTIC (Internet, câble...)
- Autres

## Sources
- Le SPLAF (Site sur la Population et les Limites Administratives de la France)